# Stefan Löfven
Kjell Stefan Löfven (Stoccolma, 21 luglio 1957) è un politico svedese, ministro di Stato della Svezia dal 3 ottobre 2014, a seguito della vittoria alle elezioni legislative, al 24 novembre 2021, quando ha dato le sue dimissioni. È stato il presidente del Partito Socialdemocratico Svedese per quasi dieci anni dal 27 gennaio 2012 al 4 novembre 2021. Dal 14 ottobre 2022, è il Presidente del Partito Socialista Europeo.
Dopo aver prestato servizio nella Svenska flygvapnet (Aeronautica militare svedese), Löfven si è qualificato come saldatore e ha anche iniziato una carriera come sindacalista attivo, diventando un difensore civico con l'Unione dei metalmeccanici svedesi e infine eletto come primo presidente di IF Metall nel gennaio 2006. Dopo le dimissioni di Håkan Juholt a seguito di uno scandalo delle spese nel gennaio 2012, Löfven è stato scelto all'unanimità dal consiglio esecutivo del Partito socialdemocratico svedese per diventare il loro nuovo leader.
Dopo le elezioni politiche del 2014, è stato nominato il 33º Primo ministro della Svezia, a capo di un governo di coalizione di minoranza con il Partito dei Verdi.
A seguito delle elezioni politiche del 2018, in cui il partito socialdemocratico ha perso consensi, dopo quattro mesi di transizione, ha formato, grazie al sostegno dei Verdi e all'astensione del Partito Liberale, del Partito di Centro e del Partito della Sinistra, un governo di minoranza.

## Biografia
Stefan Löfven è nato a Stoccolma, ma è stato adottato a 10 mesi di età da una famiglia di umili lavoratori di Sollefteå. All'età di 13 anni fondò l'associazione locale dei Giovani Socialdemocratici Svedesi (SSU). Dopo aver frequentato un corso di due anni della scuola superiore, Löfven ha iniziato il corso di lavoro sociale all'Università di Umeå abbandonando però dopo un anno e mezzo. Nel 1978 ha iniziato la carriera di saldatore in un'azienda di Kramfors, in seguito ha lavorato presso un ufficio postale e in una segheria, per poi ritornare, tra il 1979 e il 1995, a fare il saldatore in una società che produceva attrezzature militari a Örnsköldsvik. Da allora, è stato molto attivo nell'Unione dei lavoratori metalmeccanici (IF Metall), uno dei più grandi sindacati del paese, e in un'importante organizzazione del Movimento operaio democratico in Svezia, diventando presidente nel periodo 2006-2012.

## Carriera politica

### Membro e presidente del Partito Socialdemocratico dei Lavoratori di Svezia
Dal 2006 è membro del Comitato esecutivo del Partito Socialdemocratico. Nel 2012, è stato eletto leader dei socialdemocratici, in una conferenza interna della direzione del partito. Nell'ottobre 2014 è diventato primo ministro del governo Löfven I.

### Ministro di Stato

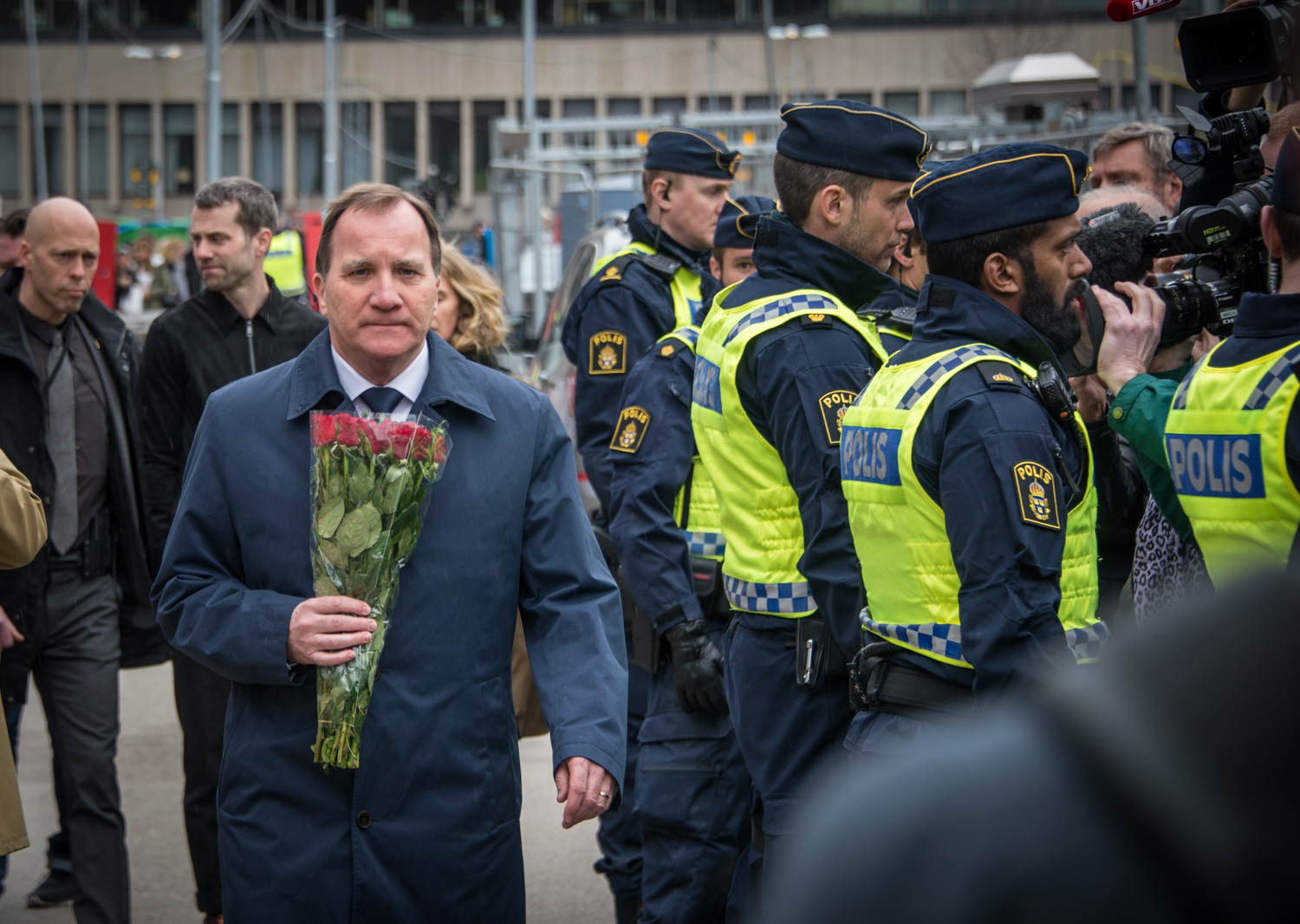
Stefan Löfven l'8 aprile, il giorno dopo l'attacco terroristico a Stoccolma nel 2017.

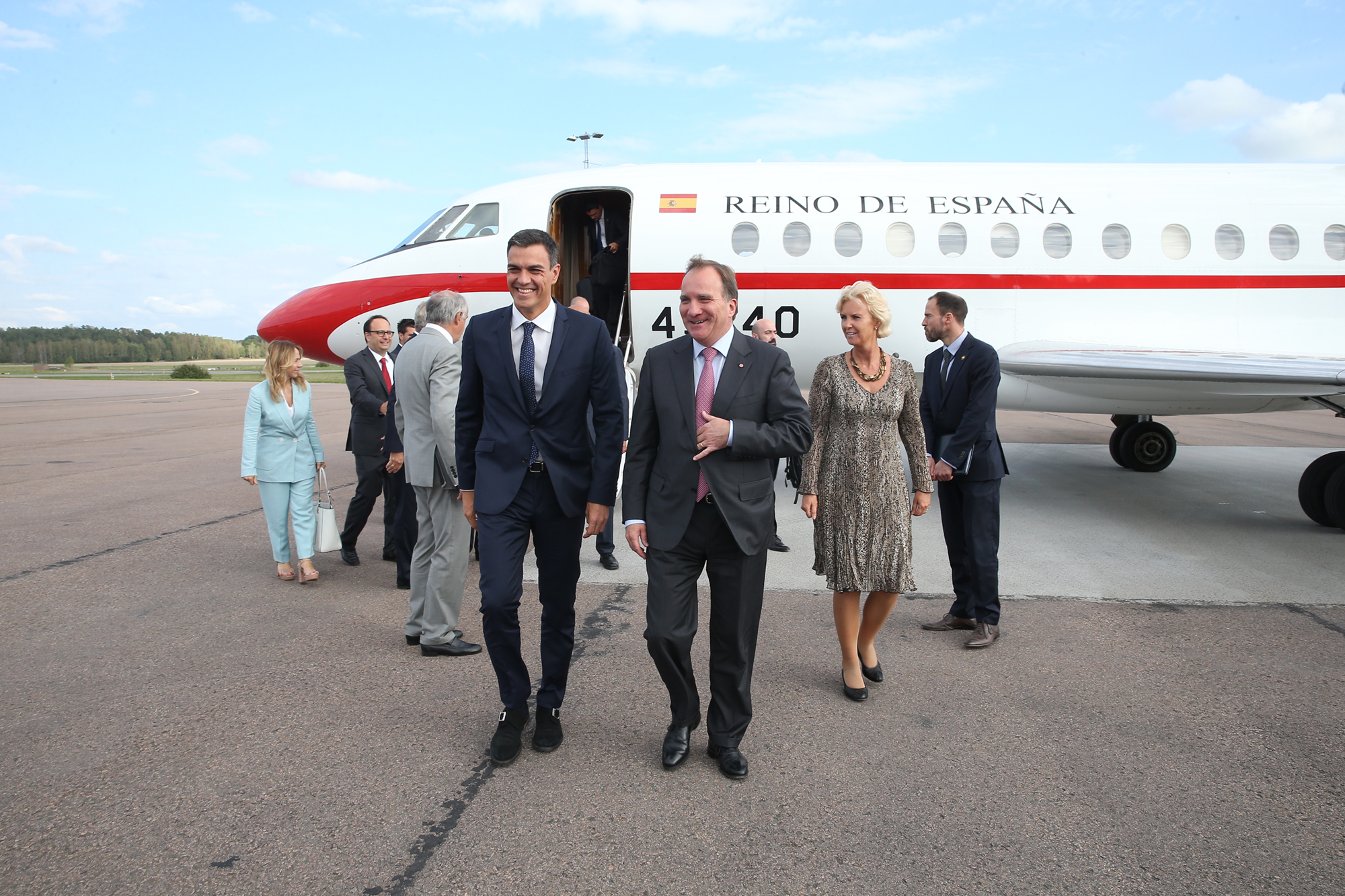
Incontro tra il presidente del governo spagnolo Pedro Sánchez e Stefan Löfven il 5 settembre 2018.

Il suo partito, i Socialdemocratici, è emerso vittorioso alle elezioni legislative del 2014 in Svezia, vincendo il 31% dei voti. Löfven ha poi annunciato che intendeva formare una coalizione di governo con il Partito dei Verdi e avere una stretta collaborazione con altri partiti, avendo indicato alla sinistra il Partito della Sinistra e alla destra il Partito di Centro e il Partito Liberale. Allo stesso modo, intendeva mantenere alcuni ampi accordi parlamentari, compresi i partiti conservatori come il Partito Moderato e Partito Democratico Cristiano.
Nell'ottobre 2014 ha promosso il riconoscimento ufficiale come Stato della Palestina, instaurando con il Paese rapporti diplomatici. La decisione è stata fortemente contestata dal governo israeliano del primo ministro Benjamin Netanyahu.
Sebbene il governo di Löfven fosse stato approvato dal Parlamento, la proposta per il bilancio dello Stato dello stesso governo fu sconfitta dalla proposta di opposizione, attuata dall'Alleanza di centro-destra e resa possibile dal Partito Democratico Svedese di estrema destra. Stefan Löfven invocò nuove elezioni per marzo dell'anno successivo.

### Presidente del Partito del Socialismo Europeo
Il 14 ottobre 2022, durante il Congresso del partito tenutosi a Berlino, viene eletto Presidente in sostituzione dell’uscente Sergej Stanišev con 255 voti a favore e 7 astenuti.

## Vita privata
Löfven è sposato con Ulla Löfvén e senza figli. Ama lo sport e supporta il club di hockey su ghiaccio Modo di Örnsköldsvik e le società calcistiche Tottenham Hotspur e GIF Sundsvall.